# Jung Sung-Sook
Jung Sung-Sook, född den 26 januari 1972, är en sydkoreansk judoutövare.
Hon tog OS-brons i damernas halv mellanvikt i samband med de olympiska judotävlingarna 1996 i Atlanta.
Hon tog OS-brons i samma viktklass i samband med de olympiska judotävlingarna 2000 i Sydney.